# Le Freelance
Pour les articles homonymes, voir Freelance (homonymie).
Le Freelance (The Freelancer) est le deuxième épisode de la première saison de la série Blacklist, diffusé pour la première fois le 30 septembre 2013 sur NBC.

## Résumé
Red avertit Elizabeth d'un endroit et d'une heure où une action terroriste inconnue aura lieu. Après un déraillement de train sur un site, que Red croit être l'œuvre d'un assassin connu sous le nom de «Freelance», Elizabeth et lui apprennent la prochaine cible de l'assassin: Floriana Campo (Isabella Rossellini), une humanitaire travaillant pour mettre fin à l'esclavage sexuel par gangs du cartel. Ils assistent à l'un des événements de charité de Campo où Red identifie le Freelance, que Ressler appréhende. Le Freelance avoue qu'il est juste un leurre engagé par Red pour empoisonner Campo. Il est révélé que Red savait Campo a menti et qu'elle dirige actuellement un réseau d'esclavage sexuel et utilise la charité pour éliminer la compétition. Pendant ce temps, dans le cadre de l'accord d'immunité de Red, l'agent de la CIA Meera Malik (Parminder Nagra) est affecté à son détail de sécurité, tandis que Red a le droit d'engager deux personnes de confiance, Dembé Zuma et Luli. Tom sort de l'hôpital et Elizabeth place sa boîte sous le plancher où elle l'a trouvée; elle voit plus tard un enregistrement de Tom parlant de son amour pour elle lors d'une entretien pour adopter un bébé.

## Réception

### Audience
Le Freelance est diffusé pour la première fois sur NBC le 30 septembre 2013 à 22h00. L'épisode a obtenu un taux de 3,3/9 sur l'échelle de Nielsen avec 11,35 millions de téléspectateurs, ce qui en fait l'émission la mieux notée de son créneau horaire. C'était la treizième émission de télévision la plus regardée de la semaine et est devenue le drama le plus regardé de NBC pendant ses deux premières semaines depuis Providence en janvier 1999. L'épisode a été vu par 6,504 millions de téléspectateurs en DVR dans les sept jours suivant sa diffusion initiale (pour un taux de 2,2), ce qui porte le total à 17,85 millions de téléspectateurs.
En France, l'épisode est diffusé à la suite du premier épisode le 27 août 2014 sur TF1. Le Freelance est vu par 6,8 millions de téléspectateurs et 32 % de taux d'audiences. Lors de sa rediffusion en avril 2015 en seconde partie de soirée, l'épisode est suivi par 867 000 téléspectateurs, pour 21 % auprès des ménagères.